# Лисенко Микола Прокопович
Микола Прокопович Лисенко (березень 1907, Російська імперія — ?) — український радянський діяч у галузі будівництва, начальник Головкиївбуду.

## Життєпис
Освіта вища. Член ВКП(б).
У лютому 1946 — квітні 1955 року — заступник міністра промисловості будівельних матеріалів Української РСР.
У 1955 — січні 1963 року — начальник Головного управління з житлового і цивільного будівництва (Головкиївбуду) при виконавчому комітеті Київської міської ради депутатів трудящих.
У січні 1963 — листопаді 1965 року — заступник міністра будівництва Української РСР.
У листопаді 1965 — 1969 року — 1-й заступник міністра сільського будівництва Української РСР.
Подальша доля невідома.

## Нагороди
- орден Трудового Червоного Прапора
- ордени
- медалі
- Почесна грамота Президії Верховної Ради Української РСР (18.03.1967)
- Заслужений будівельник Української РСР